# Drauffelt vasútállomás
Drauffelt vasútállomás Luxemburgban, Clervaux településen található.

## Vasútvonalak
Az állomást az alábbi vasútvonalak érintik:
- CFL 10-es vonal

## Kapcsolódó állomások
A vasútállomáshoz az alábbi állomások vannak a legközelebb:
- Clervaux vasútállomás
- Wilwerwiltz vasútállomás